# ユニコーン・トリビュート
『ユニコーン・トリビュート』は、オムニバスによるUNICORNのトリビュート・アルバム。2007年10月24日発売。発売元はSME Records。

## 解説
1987年デビューから20周年記念として発売されたユニコーンをリスペクトしている豪華アーティストによるトリビュート盤。通称・「ユニトリ」。奥田民生のトリビュート盤『奥田民生・カバーズ』と同時発売。『奥田民生・カバーズ』同様、参加アーティストは奥田自らが各アーティストにオファーを出している。
アルバム発売後、『僕らの音楽 -OUR MUSIC-』でMONGOL800と奥田は沖縄の民族衣装を着て「大迷惑」をセッションした。その番組での対談で「おかしな2人」のカバーを希望したが、先客（シュノーケル）がいたため「大迷惑」にしたと話した。
9月6日に帝国ホテルの桜の間にて音楽関係者を集め、『奥田民生・カバーズ』『ユニコーン・トリビュート』完成記念試聴会議が行われた。

## 収録曲
| #         | タイトル                                     | 作詞・作曲 | 歌・演奏                       | 時間  |
| --------- | -------------------------------------------- | ---------- | ------------------------------ | ----- |
| 1.        | 「I'M A LOSER」(『PANIC ATTACK』収録)        | 奥田民生   | 東京スカパラダイスオーケストラ | 5:23  |
| 2.        | 「大迷惑」(『服部』収録)                     | 奥田民生   | MONGOL800                      | 3:53  |
| 3.        | 「ヒゲとボイン」(『ヒゲとボイン』収録)       | 奥田民生   | TRICERATOPS                    | 4:39  |
| 4.        | 「ニッポンへ行くの巻」(『ヒゲとボイン』収録) | 奥田民生   | GRAPEVINE                      | 4:10  |
| 5.        | 「エレジー」(『ケダモノの嵐』収録)           | 奥田民生   | 真心ブラザーズ                 | 3:15  |
| 6.        | 「ターボ意味無し」(『ヒゲとボイン』収録)     | 奥田民生   | DOPING PANDA                   | 3:50  |
| 7.        | 「自転車泥棒」(『ケダモノの嵐』収録)         | 手島いさむ | CHEMISTRY                      | 3:20  |
| 8.        | 「珍しく寝覚めの良い木曜日」(『服部』収録)   | 手島いさむ | PUSHIM                         | 4:26  |
| 9.        | 「ミルク」(『服部』収録)                     | 奥田民生   | つじあやの                     | 2:33  |
| 合計時間: | 合計時間:                                    | 合計時間:  | 合計時間:                      | 35:29 |

| #         | タイトル                               | 作詞・作曲                            | 歌・演奏                                             | 時間  |
| --------- | -------------------------------------- | ------------------------------------- | ---------------------------------------------------- | ----- |
| 1.        | 「与える男」(『SPRINGMAN』収録)        | 奥田民生                              | 吉井和哉                                             | 3:59  |
| 2.        | 「開店休業」(『ヒゲとボイン』収録)     | 阿部義晴                              | フジファブリック                                     | 3:39  |
| 3.        | 「SUGAR BOY」(『PANIC ATTACK』収録)    | 奥田民生                              | 星グランマニエと東京シュガー・ボーイズ（from氣志團） | 4:55  |
| 4.        | 「ペケペケ」(『PANIC ATTACK』収録)     | - 川西幸一（作詞） - 奥田民生（作曲） | キャプテンストライダム                               | 3:14  |
| 5.        | 「おかしな2人」(『服部』収録)          | - 川西幸一（作詞） - 奥田民生（作曲） | シュノーケル                                         | 3:40  |
| 6.        | 「ケダモノの嵐」(『ケダモノの嵐』収録) | - 西川幸一（作詞） - 奥田民生（作曲） | SPARKS GO GO                                         | 5:07  |
| 7.        | 「働く男」(『ケダモノの嵐』収録)       | 奥田民生                              | PUFFY                                                | 3:44  |
| 8.        | 「すばらしい日々」(『SPRINGMAN』収録)  | 奥田民生                              | 宮沢和史 in GANGA ZUMBA                              | 4:24  |
| 合計時間: | 合計時間:                              | 合計時間:                             | 合計時間:                                            | 32:42 |

### 楽曲解説

#### DISC1
1. 「I'M A LOSER」 
2ndアルバム『PANIC ATTACK』に収録。
インストゥルメンタル。
2. 「大迷惑」
1stシングル。
3rdアルバム『服部』に収録。
3. 「ヒゲとボイン」
7thシングル。
5thアルバム『ヒゲとボイン』に収録。
4. 「ニッポンへ行くの巻」
5thアルバム『ヒゲとボイン』に収録。
5. 「エレジー」
4thアルバム『ケダモノの嵐』に収録。
女性の声は中村優。
6. 「ターボ意味無し」
5thアルバム『ヒゲとボイン』に収録。
アーティストの意向で全英語詞。
7. 「自転車泥棒」
4thアルバム『ケダモノの嵐』に収録。
8. 「珍しく寝覚めの良い木曜日」
3rdアルバム『服部』に収録。
9. 「ミルク」
3rdアルバム『服部』に収録。

#### DISC2
1. 「与える男」
8thアルバム『SPRINGMAN』に収録。
ドラムに奥田が参加。
2. 「開店休業」
5thアルバム『ヒゲとボイン』に収録。
3. 「SUGAR BOY」
2ndアルバム『PANIC ATTACK』に収録。
氣志團のフロント2人を抜いた特別ユニット。木内健がアコーディオンで参加。
4. 「ペケペケ」
2ndアルバム『PANIC ATTACK』に収録。
キャプテンストライダムのベストアルバム『ベストロリー』にも収録されている。またキャプテンストライダムの10thシングル『人間ナニモノ!?』にはライブ音源が収録されている。
原曲に合わせ、Aメロを梅田啓介（Ba.）と菊住守代司（Ds.）、サビを永友聖也（Vo.&Gu.）が歌唱。なお、梅田と菊住が初めてメインボーカルを担当した楽曲となっている[3]。
5. 「おかしな2人」
3rdアルバム『服部』に収録。
コーラスに橋本絵莉子（チャットモンチー）と関根史織（BaseBallBear）が参加[4]。
本作発売に先行して、シュノーケルのシングル『天気予報』のC/Wに収録されている。
6. 「ケダモノの嵐」
4thアルバム『ケダモノの嵐』に収録。
7. 「働く男」

この楽曲(PUFFY)は2006年11月22日にシングルリリースされている。
8. 「すばらしい日々」
9thシングル。
以前より宮沢はソロによる弾き語りライヴにてカバーしていた。